# Trausdorf an der Wulka
Trausdorf an der Wulka est une commune autrichienne du district d'Eisenstadt-Umgebung dans le Burgenland.